# Silver Spring (Maryland)
Pour les articles homonymes, voir Silver Spring.
Silver Spring est un secteur urbanisé et non incorporé du comté de Montgomery au Maryland aux États-Unis. Après Baltimore, Columbia, Germantown, et Waldorf, Silver Spring est le cinquième lieu le plus peuplé du Maryland.
En tant que secteur non incorporé, les limites de Silver Spring ne sont pas clairement définies. Il s'étend à peu près entre Washington et les comtés du Prince George et de Howard. Selon le Bureau de recenscement des États-Unis, sa superficie totale est de 24 km2, toutes terres comprises. Cependant, il contient de nombreuses criques. En 2020, 81 069 personnes y résidaient.
Les quartiers généraux mondiaux de Discovery Communications, AFI Silver et de l'Église adventiste du septième jour sont basés à Silver Spring.